# GL01P
GL01P (じーえるぜろいちぴー) は、華為技術日本によって開発されたイー・アクセスによる第3.9世代移動通信システム、Long Term Evolution（LTE）通信サービスEMOBILE LTEに対応した初のモバイルWiFiルータ端末である。またEMOBILE G4にも対応する。

## 概要
イー・アクセスによる、LTE通信対応端末初号機としてリリースされた。当初は、GP04としての開発がなされていたが、LTE方式では新型番を導入することになったため、GL01Pとなった。なお、AnyDATA製のGL02Pも同様にGP05から、華為製のGL03Dも同様にGD02から、それぞれ変更されている。
なお、国外ローミングは3Gモードのみ利用可能。
電池パック交換は、ユーザが行うことができず、有償の預かり修理にて対応する。
本端末とGL02Pは、当初はパソコンに直接接続してモデムの形でつかうことはできなかった。しかし、2012年11月16日付で、消費者庁より不当景品類及び不当表示防止法（「景表法」）第4条第1項第1号違反により、同法第6条に基づく措置命令を受けたことに伴い、2013年2月19日にUSBモデムでの利用も可能とする当機種用のアップデートが公開された。

## 歴史
- 2012年3月15日 -  発売開始

### アップデート履歴
- 2012年5月28日
  - 連続待機時間を約200時間（無線LANオフ時）から約250時間に向上
  - 使用中の動作安定性の改善
- 2013年2月19日
  - 使用中の動作安定性の改善
  - USBケーブル接続機能の追加により、下り最大75Mbpsに対応（Windows のみ）。ただし、コネクションマネージャのインストールが別途必要。